# Alexis Gourvennec
Pour les articles homonymes, voir Gourvennec.
Alexis Gourvennec, né le 11 janvier 1936 à Henvic (Finistère) et mort le 19 février 2007 à Morlaix, est un syndicaliste agricole et entrepreneur breton.
Il se fit remarquer au début des années 1960 en devenant l'un des leaders de manifestations de paysans bretons. Il est à l'origine de la création de la Société d'intérêt collectif agricole (SICA) du pays de Léon. Dans les années qui suivirent il crée et exploite l'un des plus gros élevages porcins français, la société Kerjean S.A.S, et fait de l'écoulement des produits agricoles son cheval de bataille. Il est le créateur de la Brittany Ferries.

## Biographie
Alexis Gourvennec est né à Henvic près de Saint-Pol-de-Léon, le 11 janvier 1936, fils de Jacques-Marie Gourvennec et Marie-Perrine Jacq. Motivé par le travail dans la ferme de ses parents il forme très tôt le projet de devenir paysan. Après avoir été scolarisé à Lopérec, à l'école d'agriculture du Nivot, il termine sa formation en étant diplômé de l’École supérieure d'agriculture d'Angers.
Il organisa en 1960 la "bataille de l'artichaut" (les producteurs refusent de vendre en dessous d'un prix plancher) et impulsa à 25 ans, en 1961, la création de la SICA (Société d'intérêt collectif agricole) du pays de Léon qu'il dirigea jusqu'en 2004. À la tête du CDJA (Centre départemental des jeunes agriculteurs) du Finistère, il organise, avec Marcel Léon, l'occupation de la sous-préfecture de Morlaix par 2 000 agriculteurs le 8 juin 1961 ; les deux leaders sont arrêtés et incarcérés, ce qui provoque une manifestation monstre à Morlaix de 6 000 agriculteurs le 22 juin 1961, qui entraîne leur libération. Le 22 novembre 1961 commence à fonctionner le marché au cadran à enchères dégressives de la SICA de Saint-Pol-de-Léon, situé à Kérisnel, ce qui n'empêcha pas de nombreuses crises de mévente, mais les limita. 
Alexis Gourvennec et le mouvement des jeunes agriculteurs réclament et obtiennent en 1968[réf. nécessaire] un plan d'action en faveur de la Bretagne, notamment une politique de désenclavement, comportant notamment le développement du réseau routier (création du réseau des voies express ceinturant la Bretagne RN 12 et RN 165), l'électrification de la voie ferrée entre Le Mans et Rennes[réf. nécessaire], le plan téléphonique breton (automatisation du réseau téléphonique), la construction d'un port en eau profonde à Roscoff, permettant de donner aux agriculteurs du Nord-Finistère les moyens maritimes d'exporter leur production de l'autre côté de la Manche.
Pour desservir ce port qu'aucune compagnie ne souhaitait, il lance la compagnie Brittany Ferries en 1972, dont 65 % des capitaux étaient détenus par des agriculteurs. Cette entreprise a prospéré sous sa direction qu'il assuma jusqu'à sa mort, en 2007 elle est la deuxième compagnie maritime française par le trafic passagers et fret, avec dix bateaux et 2 500 employés, pour un chiffre d'affaires d'environ 365 millions d'euros, derrière CMA-CGM.
De 1979 à 1998, il occupe la présidence de la Caisse régionale du Crédit agricole du Finistère.
Gravement malade, il meurt le 19 février 2007, à Morlaix.

## Publication
- Alexis Gourvennec, Mondes paysans, Soc. Bretonnes, 1983, 241 pages.

### Films
- Alexis Gourvennec, le paysan de la République, film-documentaire de Philippe Gallouédec et Thierr Bourcy, 52 min, 2018, Sundeck Films/Aligal Production et France Télévisions